# Club Deportivo Ilopaneco
El Club Deportivo Ilopaneco o simplemente Ilopaneco es un club de fútbol profesional salvadoreño con sede en Ilopango, El Salvador. El club juega actualmente en la Segunda División de El Salvador.

## Palmarés
- Tercera División de El Salvador
  - Campeón (1): Clausura 2017[2]

## Lista de entrenadores
Ilopaneco ha tenido 4 gerentes permanentes desde que nombró por primera vez a Juan Carlos Reyes como entrenador en 2014. El gerente con más años de servicio fue Guillermo Rivera , quien dirigió Managua durante tres años desde marzo de 2015 hasta septiembre de 2018. El uruguayo Juan Carlos Reyes fue el entrenador extranjero en el club. Guillermo Rivera es el entrenador más exitoso ya que llevó al club a su primer título profesional, el título de tercera división en 2016.
- Juan Carlos Reyes (agosto de 2014 - marzo de 2015)
- Guillermo Rivera (marzo de 2015 - septiembre de 2018)
- Salvador Vázquez (septiembre de 2018 a febrero de 2019)
- Víctor Manuel Pacheco (febrero de 2019 -)